# Lestiac-sur-Garonne
Lestiac-sur-Garonne is een gemeente in het Franse departement Gironde (regio Nouvelle-Aquitaine) en telt 586 inwoners (1999). De plaats maakt deel uit van het arrondissement Langon.

## Geografie
De oppervlakte van Lestiac-sur-Garonne bedraagt 3,0 km², de bevolkingsdichtheid is 195,3 inwoners per km².
De onderstaande kaart toont de ligging van Lestiac-sur-Garonne met de belangrijkste infrastructuur en aangrenzende gemeenten.

## Demografie
Onderstaande figuur toont het verloop van het inwonertal (bron: INSEE-tellingen).